# Panax ginseng
Panax ginseng är en araliaväxtart som beskrevs av Carl Anton Andreevic von Meyer. Panax ginseng ingår i släktet Panax och familjen Araliaceae. Inga underarter finns listade.

## Bilder

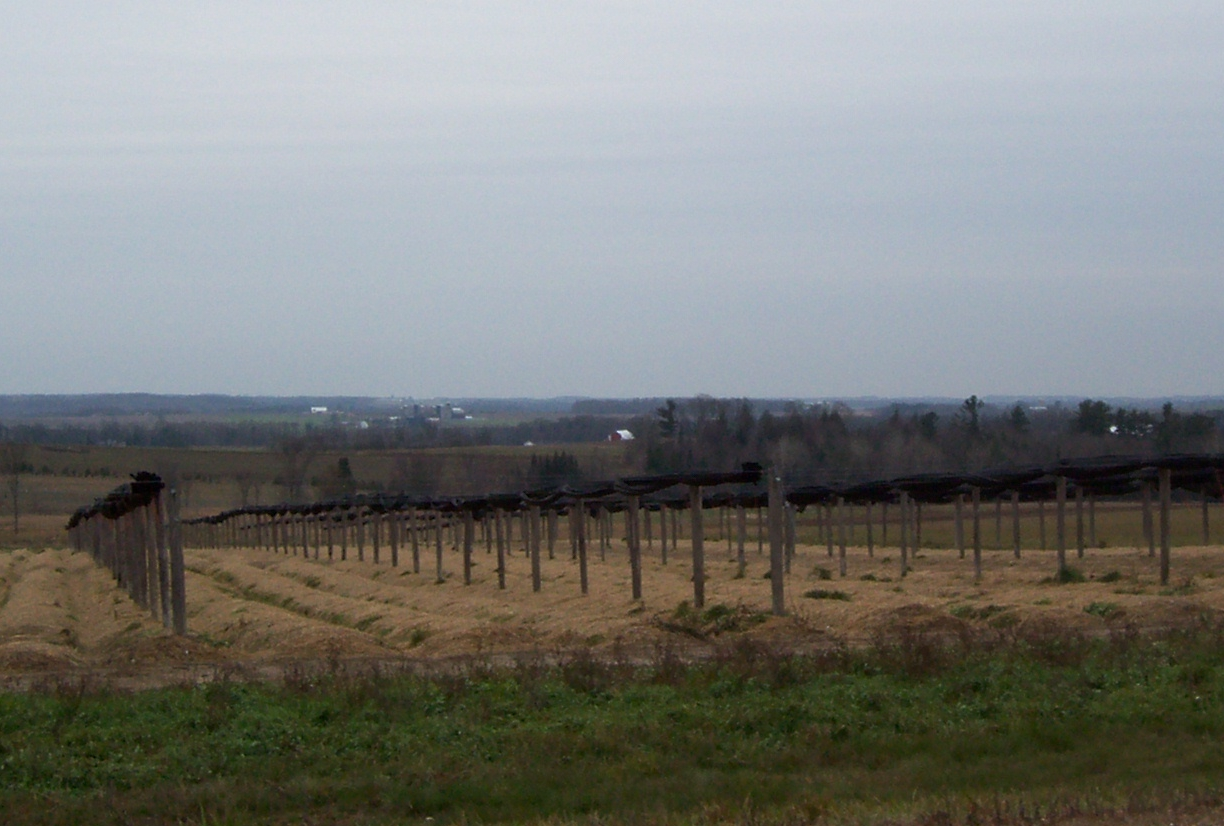
Ginsengodling i Wisconsin, USA
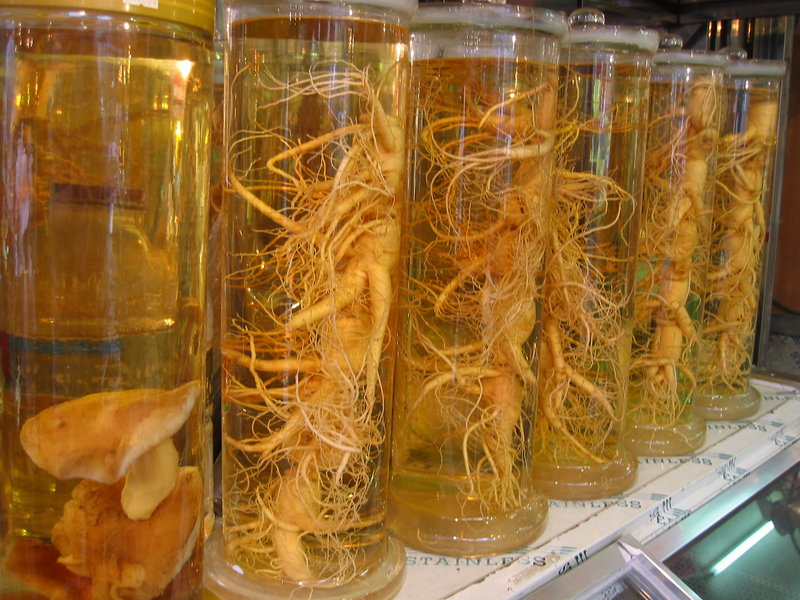
Ginseng på en marknad i Korea
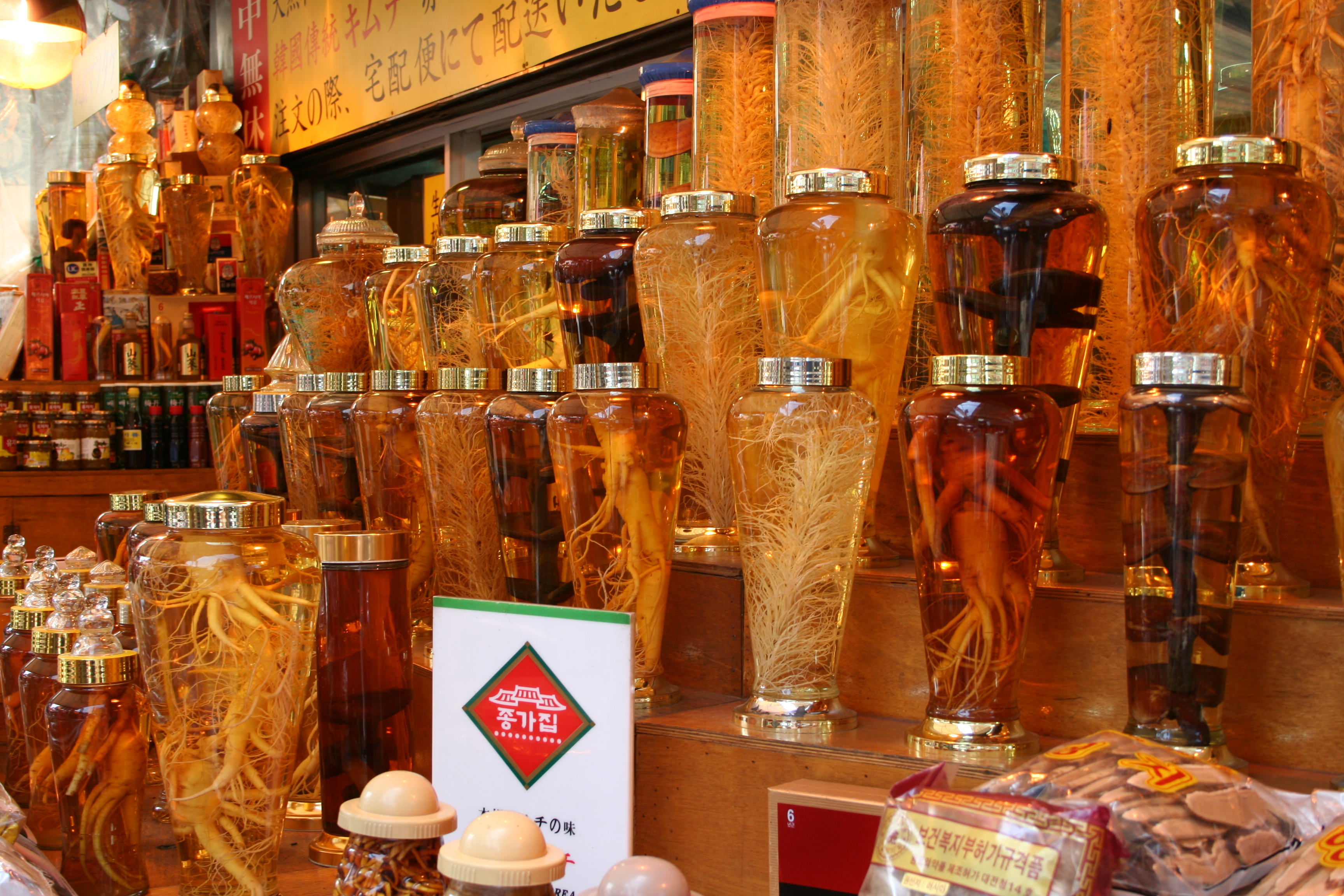
Ginsengmarknaden i Seoul
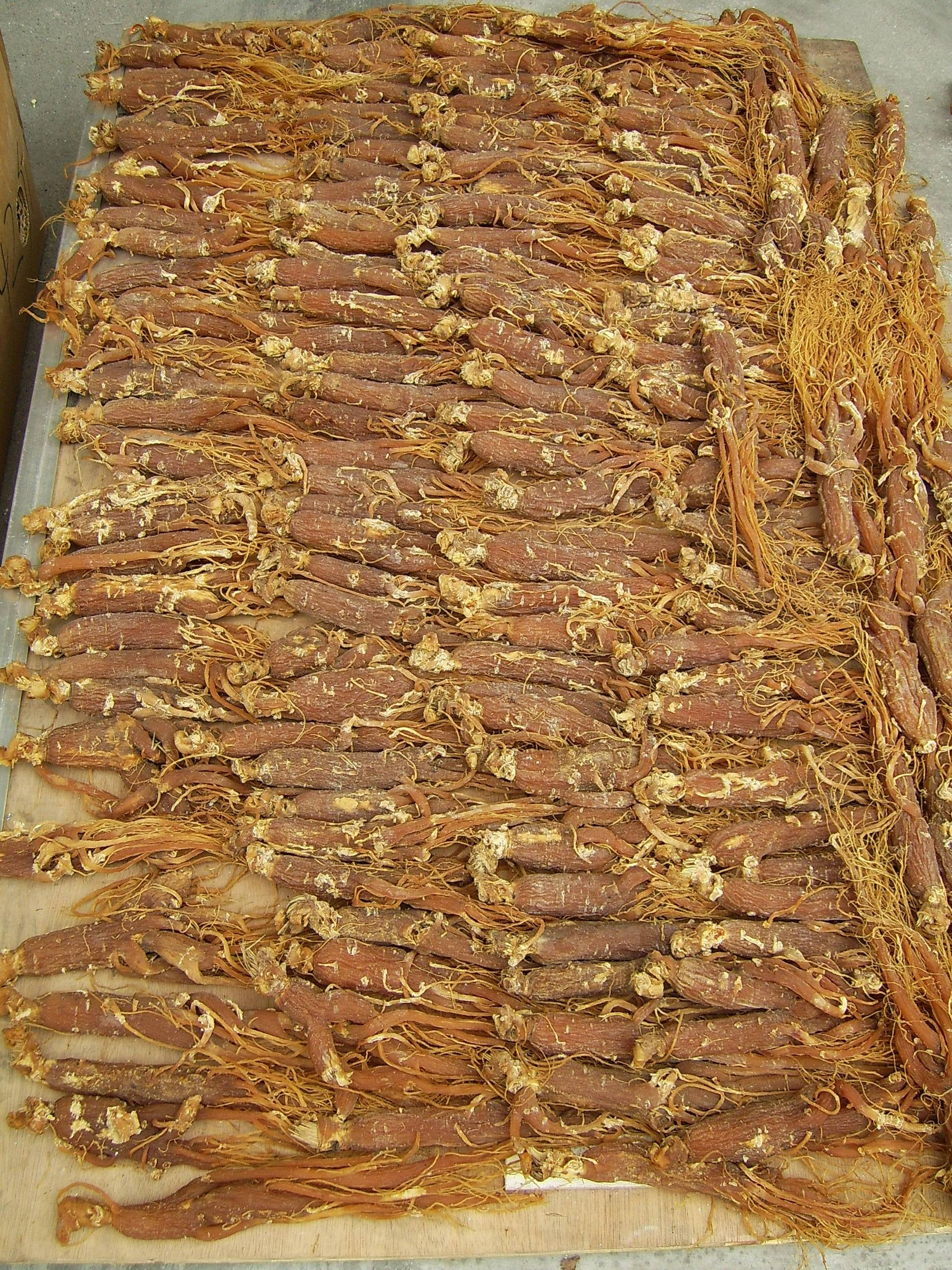
Röd ginseng
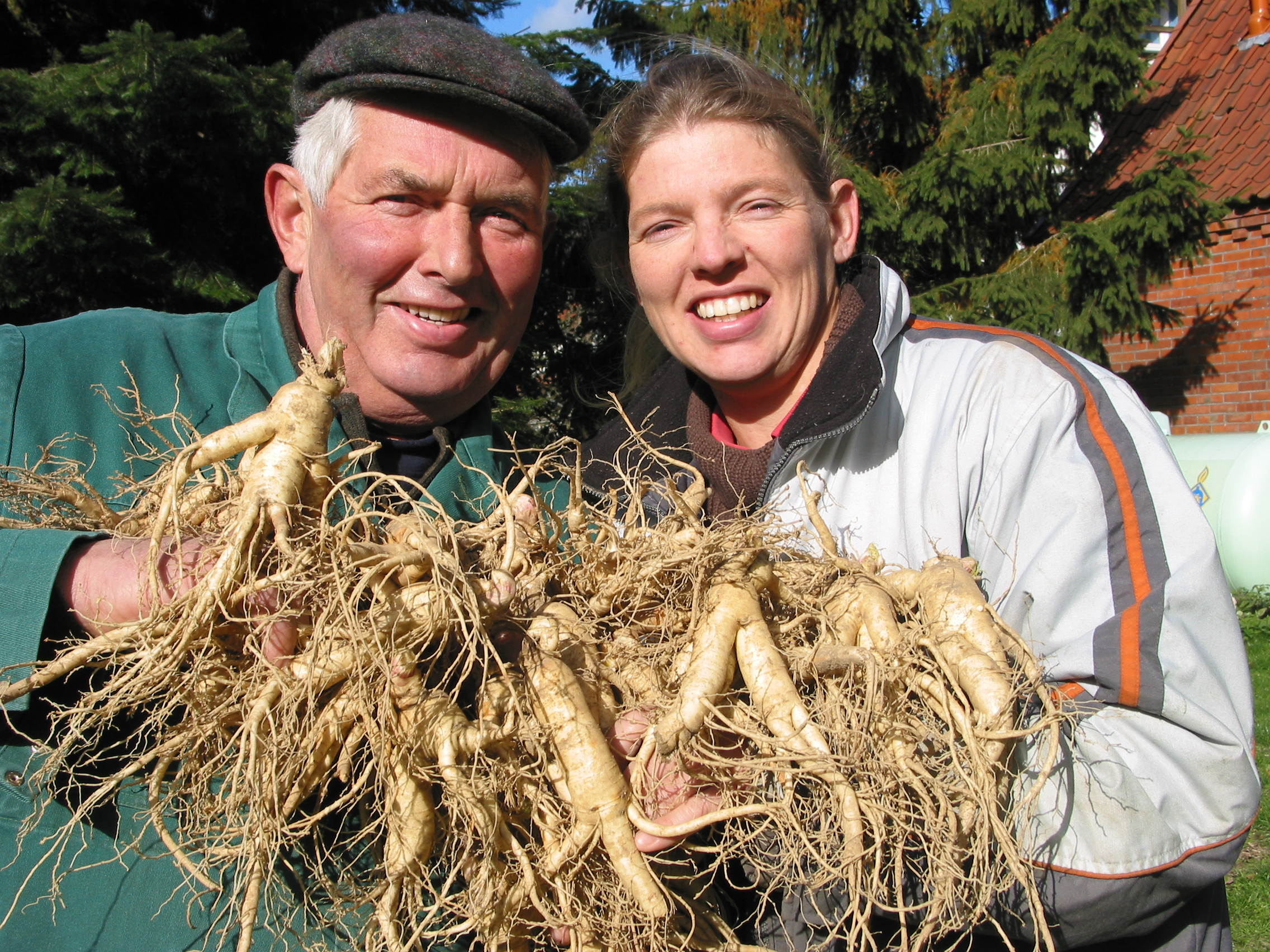
Ginsengskörd i Walsrode, Tyskland
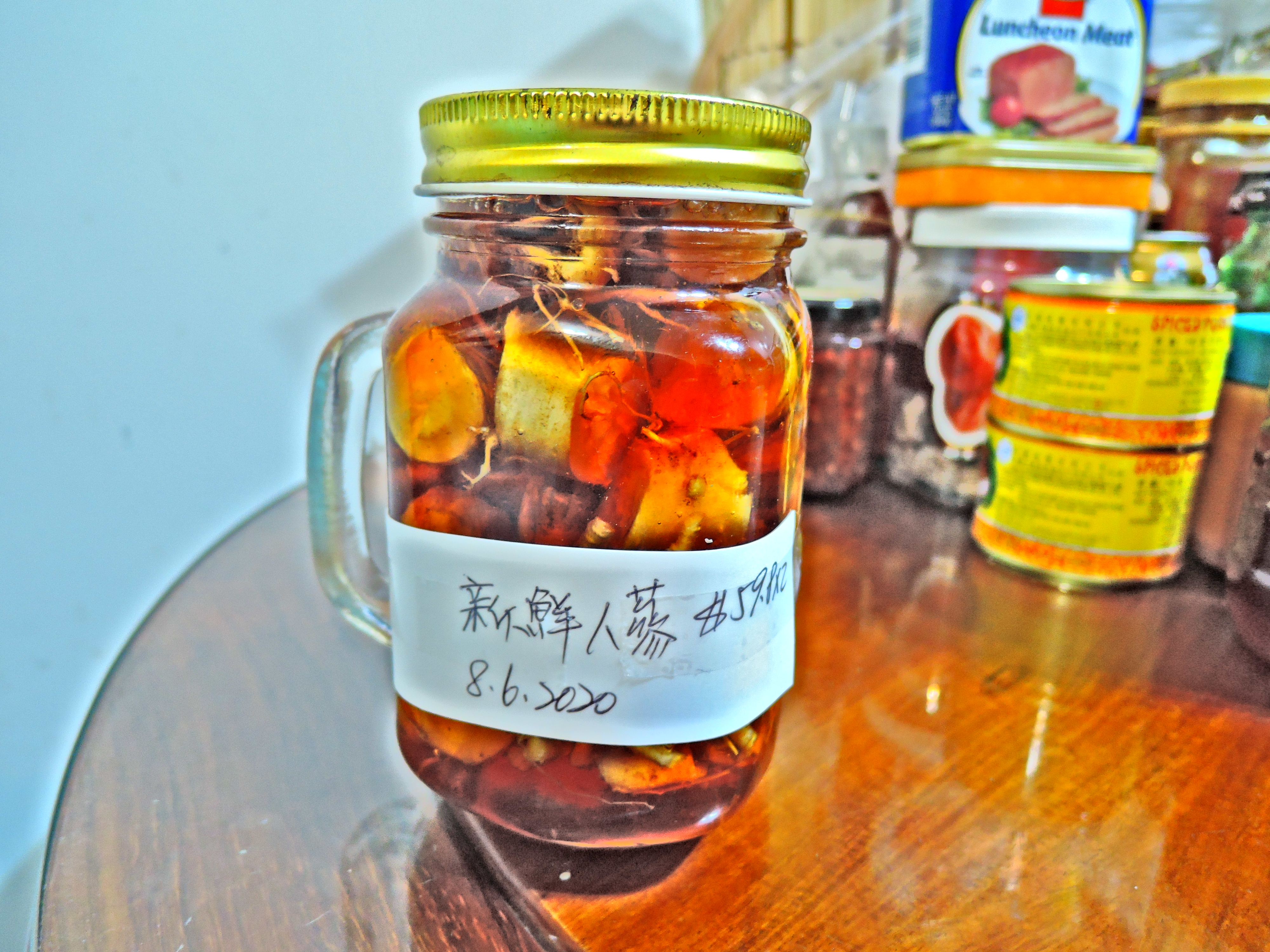
Ginseng med honung